# The City of Masks
The City of Masks er en amerikansk stumfilm fra 1920 af Thomas N. Heffron.

## Medvirkende
- Robert Warwick som Tommy Trotter
- Lois Wilson som Miss Emsdale
- Theodore Kosloff som Bosky
- Edward Jobson som Corr McFadden
- J. M. Dumont som Stuyvesant Smith
- Robert Dunbar som Smith-Parvis
- Helen Dunbar
- Anne Schaefer som Jacobs
- Frances Raymond som Madam Deborah
- William Boyd som Carpenter
- George Berrell som Bramble
- Snitz Edwards som Drouillard
- Richard Cummings som Moody
- T. E. Duncan